# Trkmanec - Rybníčky
Trkmanec - Rybníčky este o arie protejată (arie specială de conservare — SAC, sit de importanță comunitară — SCI) din Republica Cehă întinsă pe o suprafață de 44,33 ha, integral pe uscat.

## Localizare
Centrul sitului Trkmanec - Rybníčky este situat la coordonatele 48°51′55″N 16°50′39″E / 48.865278°N 16.844167°E.

## Înființare
Situl Trkmanec - Rybníčky a fost declarat sit de importanță comunitară în aprilie 2005 pentru a proteja 1 specie de plante. Situl a fost protejat și ca arie specială de conservare în iulie 2012.

## Biodiversitate
Situată în ecoregiunea panonică, aria protejată conține 1 habitat natural: Ape stătătoare oligotrofe până la mezotrofe, cu vegetație de Littorelletea uniflorae și/sau de Isoëto-Nanojuncetea.
La baza desemnării sitului se află o specie protejată de  plante: Cirsium brachycephalum.